# Katedralen i Peterborough
Katedralen i Peterborough (engelska: Peterborough Cathedral eller Cathedral Church of St Peter, St Paul and St Andrew) är sätet för biskopen av Peterborough stift inom Engelska kyrkan. Katedralen är tillägnad Sankt Petrus, Sankt Paulus och Sankt Andreas (aposteln) vilkas statyer ser ned från tre höga väggar vid den berömda West Front. Den grundades under Saxareperioden men har en mestadels normadinsk arkitektur sedan den återuppbyggts på 1100-talet. 
Den 22 november 2001 utsattes kyrkan för mordbrand. Brandkåren hann fram i tid och hindrade innertaket från att också fatta eld.

## Bilder

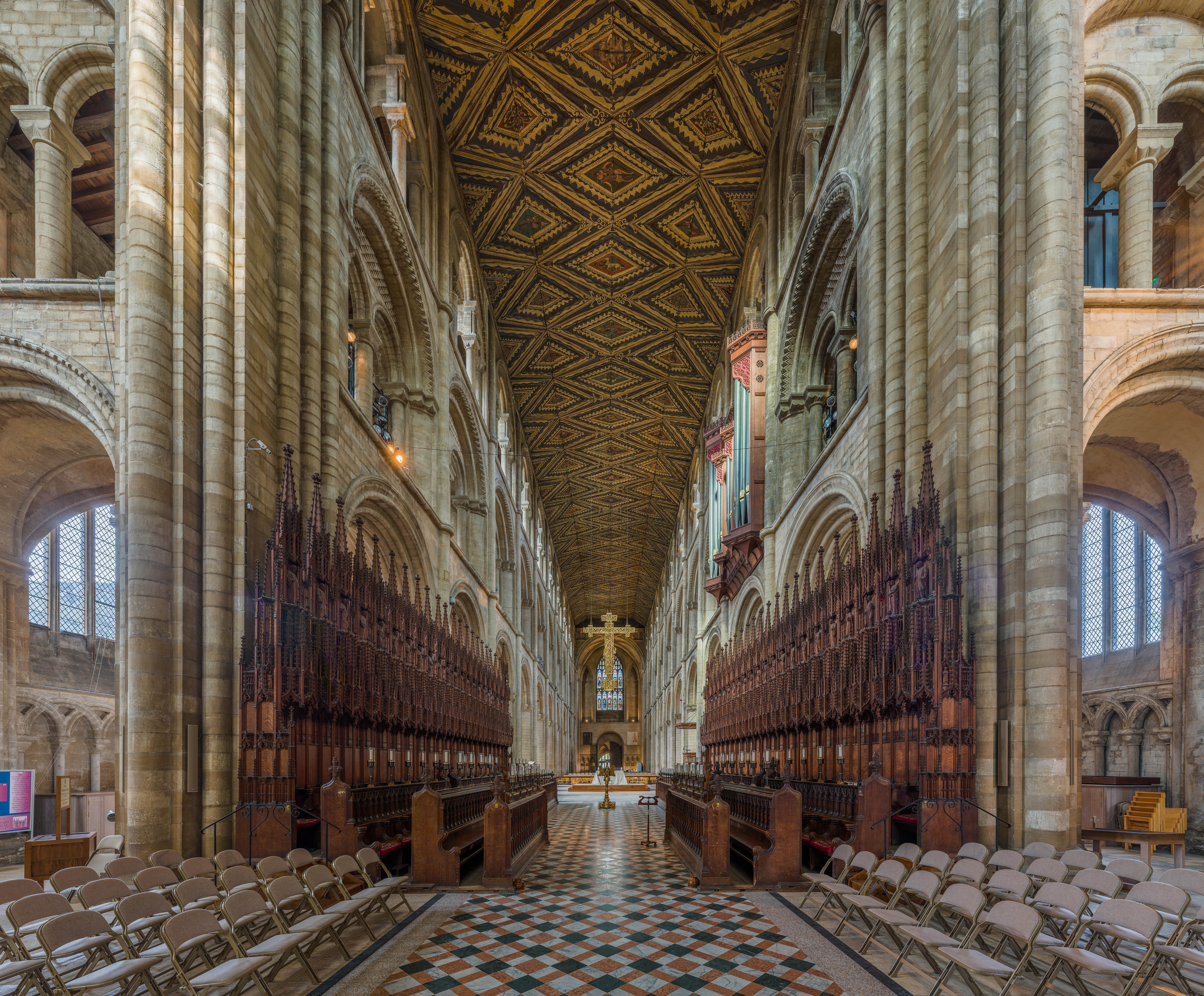
Interiör.
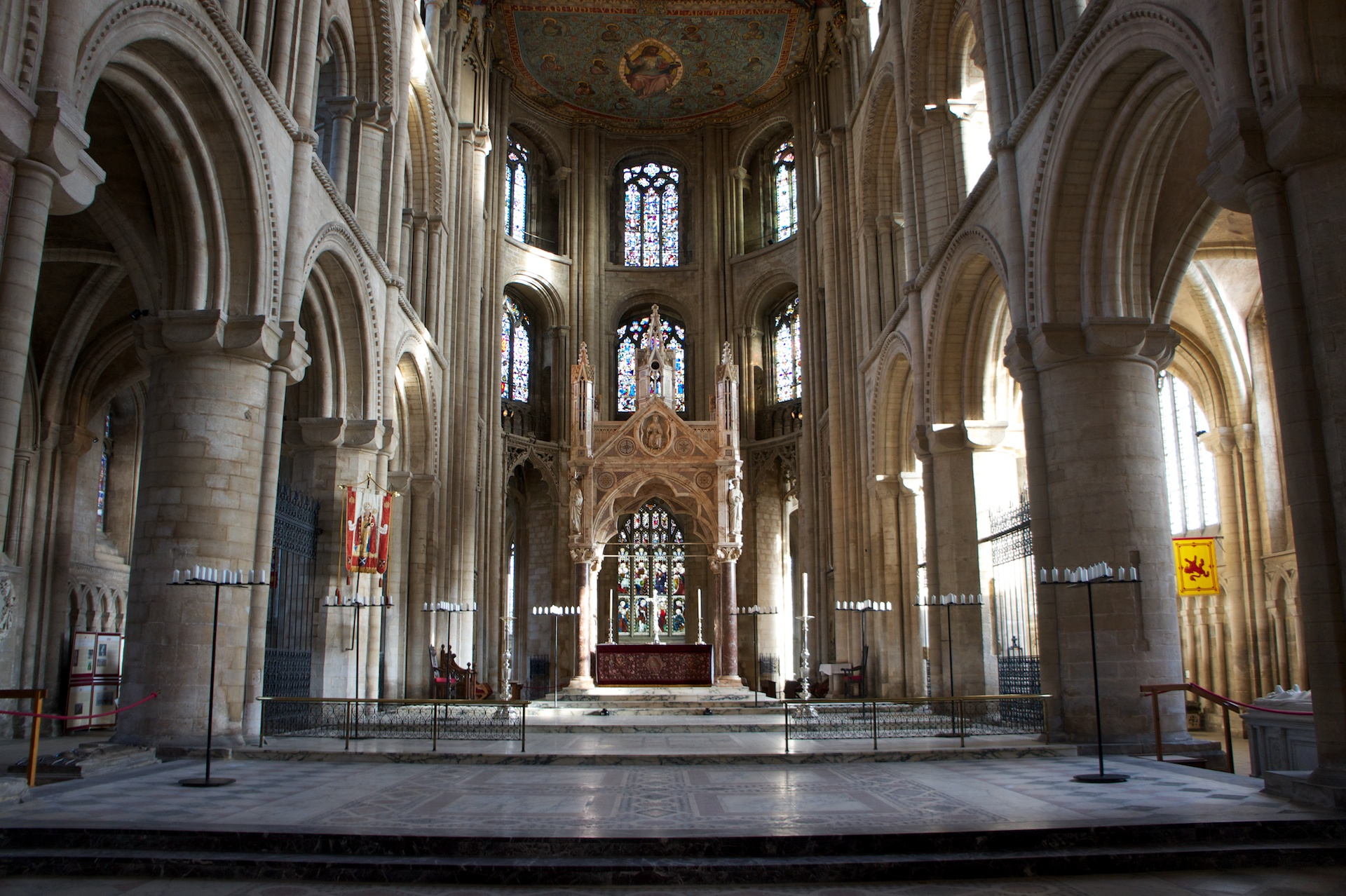
Interiör.
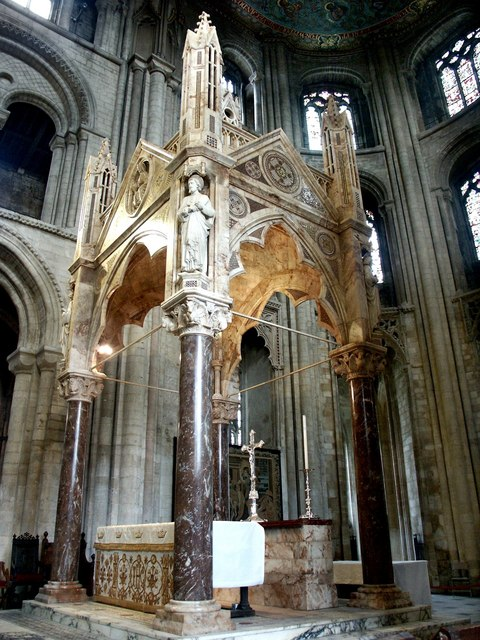
Altaret.
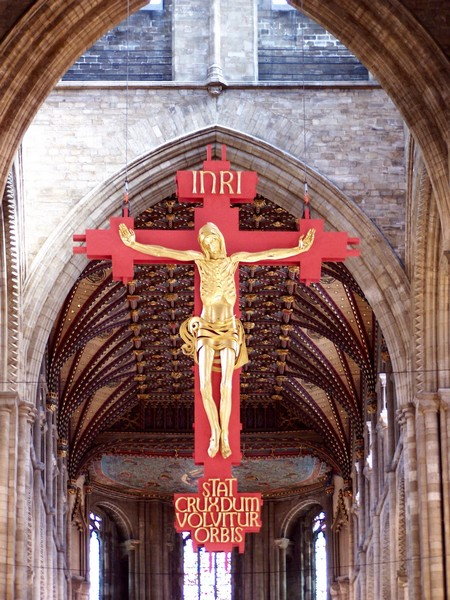
Krucifix.

### Fotnoter
1. ↑  ”Peterborough Cathedral fire 'heavily disguised blessing'” (på engelska). BBC. 22 november 2001. http://www.bbc.com/news/uk-england-cambridgeshire-15840732. Läst 29 oktober 2016.